# Реликвија
Реликвија је у ширем смислу предмет који представља драгу успомену на некога или ретка драгоценост сачувана из прошлости. Реч реликвија потиче од латинске речи reliquiae што значи остатак или нешто што је остало после. У ужем смислу оно што је остало од неког светитеља, светиња, у црквеном језику: мошти светитеља, свете мошти.